# Daboecia
Daboecia er en slægt med kun to arter, som vokser henholdsvis på Azorerne og i Portugal, Spanien, Frankrig og Irland. Det er stedsegrønne dværgbuske med en tueformet vækst. Bladene er små og lancetformede, og blomsterne sidder store og klokkeformede i endestillede stande. Her beskrives kun den ene art, nemlig den som dyrkes i Danmark.
| Beskreven art |

- Irsk Lyng (Daboecia cantabrica)

| Anden art |

- Daboecia azorica